# Promachus pseudomaculatus
Promachus pseudomaculatus är en tvåvingeart som beskrevs av Ricardo 1920. Promachus pseudomaculatus ingår i släktet Promachus och familjen rovflugor.
Artens utbredningsområde är Sri Lanka. Inga underarter finns listade i Catalogue of Life.